# Wilhelm Remmer
Wilhelm Remmer (* 26. Dezember 1886 in Bad Münder am Deister; † 6. März 1968) war ein deutscher Politiker (SPD), zuletzt ehrenamtlicher Bürgermeister von der Stadt Bad Münder am Deister.

## Wirken
Der gelernte Tischler war von 1945 bis 1948 und von 1956 bis 1959 Vorsitzender vom Rat der Stadt Bad Münder am Deister. Darüber hinaus war er Abgeordneter im Springer Kreistag und vom 23. Januar 1948 bis zum 5. Januar 1949 Landrat des damaligen Landkreises Springe.
Als nach der Besetzung von Bad Münder am Deister durch US-Einheiten am 8. April 1945 Zwangsarbeiter Geschäfte plündern wollten, fand er beim US-Stadtkommandanten Gehör und konnte dieses verhindern. Zwei Monate später konnte er die britische Militärregierung abhalten, großräumig Waldgebiete abzuholzen. Als zu den mehr als 1400 Heimatvertriebenen aus Schlesien, Ost- und Westpreußen weitere tausend aus Ostdeutschland hinzukamen, organisierte er mit Helfern Volksküchen sowie Näh- und Wärmestuben.
1954 erhielt er als „Helfer der ersten Stunde“ das Bundesverdienstkreuz am Bande für seinen Einsatz für die Heimatvertriebenen und Flüchtlinge. Im folgenden Jahr wurde er zum Ehrenbürger der Stadt Bad Münder am Deister ernannt.

## Bürgermeister-Remmer-Heim
Eine Hütte am Osterberg im Süntel wurde 1982, bald nach Übernahme durch die SPD, nach ihm benannt. Diese war von 1921 bis 1923 von den Arbeiterjugend errichtet worden und ging 1933 an den Reichsbund und wurde danach von der Hitler-Jugend beschlagnahmt. Nach 1945 zogen die Falken wieder ein und ab 1950 nutzte die Arbeiterwohlfahrt die Stätte zur Kindererholung. In den 1960er-Jahren übernahm die Jugendorganisation aus Hannover-Linden die Verwaltung. Der SPD-Ortsverein Bad Münder übernahm um 1979 das Osterbergheim. Infolge von Instandhaltungskosten einigte man sich Mitte Dezember 2018 mit dem privaten Waldbesitzer auf das Ende des Pachtvertrags.